# M2M
M2M var en norsk popduo bestående af Marion Ravn, der går under kunstnernavnet Marion Raven, og Marit Larsen, begge fra Lørenskog i det sydøstlige Norge. De udgav et album med børnesange, to popalbums og medvirkede bl.a. i filmen om Pokémon.
Pigerne mødtes i  femårsalderen, da Marion Ravn flyttede ind i samme blok som Marit Larsen i det lille samfund Lørenskog. De forblev venner og begge havde en musikalsk interesse. Deres første musikalbum kom ud i marts 1996: Marit & Marion: Synger kjente barnesanger ("Synger kendte børnesange"). 
De blev opdaget af musikproducenter Kenneth M. Lewis og Kai Robøle og fik en pladekontrakt med Atlantic Records i 1998. Både Lewis og Robøle har produceret M2M sange. Duoen var aktiv i perioden 1999 til 2002. På det tidspunkt, de udgivet to albums og solgt i alt 12 millioner albums og singler på verdensplan.
Deres første single Don’t Say You Love Me blev udgivet i 1999 og kom med i den første Pokémon-filmen, hvilket resulterede i et godt salg i mange lande. Deres debutalbum Shades of Purple blev udgivet i 2000 og toppede på albumlisten i Norge og flere lande i Asien. Samme år varmede duoen  op for den amerikanske gruppe Hanson på en turné i USA, Canada og Mexico. I 2002 kom albummet The Big Room. I forbindelse med lanceringen af albummet optrådte de i episoden nummer 100 af amerikanske TV-serien Dawson's Creek og som opvarmning for den amerikanske kunstner Jewel. Albummet solgte dog ikke så godt som det første, og pladeselskabet Atlantic Records ønskede i stedet at fokusere på Marion Ravn som soloartist. Duoen blev således opløst i efteråret 2002.
Men Atlantic Records udgav uden medlemmernes deltagelse et opsamlingsalbum efter opdelingen: The Day You Went Away: The Best of M2M, der også har medtaget nogle tidligere udgivne sange.
Marion Raven udgav sit soloalbum Here I Am 2005, efter mange forsinkelser. Marit Larsen udgav sit første egne album Under the Surface den 6. marts 2006.

## Diskografi
Album
- 2000: Shades of Purple
- 2002: The Big Room
- 2003: The Day You Went Away: The Best of M2M (opsamlingsalbum)

Singler
- 1999: Don't Say You Love Me
- 2000: Mirror Mirror
- 2000: The Day You Went Away
- 2000: Pretty Boy
- 2000: Everything You Do
- 2000: Girl In Your Dreams
- 2002: Everything
- 2002: What You Do About Me
- 2002: Wanna Be Where You Are (kun i Filippinerne)
- 2002: Don't (promotionsingle udgivet i USA)